# Associazione nazionale artiglieri d'Italia
L'Associazione nazionale artiglieri d'Italia (abbreviata in A.N.Art.I) è un ente morale, riconosciuto nel 1953 dal Presidente della repubblica, 

## Scopi
Gli scopi dell'associazione sono: la promozione dell'ideale patriottico e delle tradizioni dell'Artiglieria Italiana, la tutela dei militari in congedo dell'arma e la promozione di attività assistenziali, culturali, educative e ricreative a favore dei soci, favorendo il mantenimento della fratellanza d'armi tra gli artiglieri, sia in servizio, sia in congedo.

In particolare l'articolo 2 dello Statuto (attualmente vigente) prevede: "L'Associazione si propone di:

- mantenere e diffondere il culto e l'ideale della Patria;

- esaltare le glorie e le tradizioni dell'Artiglieria Italiana;

- conservare ed incrementare la fraternità dell'Artiglieria Italiana;

- conservare ed incrementare la fraternità d'Armi fra tutti gli Artiglieri in servizio ed in congedo;

- rappresentare, nel quadro stabilito dalle leggi, i militari in congedo illimitato provvisorio dell'Arma d'Artiglieria, per tutelarne gli interessi morali e materiali;

- concorrere nei limiti delle proprie possibilità ad operazioni di soccorso in caso di pubblica calamità;

- promuovere attività assistenziali, formative, educative, culturali, ricreative e sportive a beneficio dei soci e delle loro famiglie"

## Composizione
L'associazione si articola in una presidenza nazionale, coadiuvata da un consiglio direttivo nazionale, in delegazioni regionali, Federazioni Provinciali, Sezioni Provinciali (ove non costituita una Federazione Provinciale) sezioni comunali.

Ciascuna Sezione Comunale deve essere composta da almeno dodici soci: le Sezioni Comunali, la cui dimensione sia scesa sotto il numero minimo, prenderanno la denominazione di Nuclei di Sezione (articolo 17 dello Statuto organico): non hanno completa autonomia, ma possono mantenere il proprio labaro; tuttavia devono essere accorpati alla più vicina Sezione della propria Provincia, nominandone un Consigliere in aggiunta a 
quelli ordinari.

Se nella circoscrizione di una Sezione è stata presente la sede di Reggimenti di Artiglieria, possono costituirsi i “Gruppi Reggimentali” composti da coloro che vi abbiano prestato servizio, i quali nominano un consigliere ciascuno.

A norma dell'articolo 5 dello Statuto Organico i soci possono essere:

- “effettivi”: se hanno prestato servizio in reparti di artiglieria "comunque e per qualsiasi evenienza costituiti";

- “ordinari”: i militari in servizio ed i dipendenti civili di un reparto di artiglieria;

- “aggregati”: gli orfani, le vedove, i familiari di Soci e coloro che condividano gli ideali e gli scopi dell'A.N.Art.I.;

- “onorari”: coloro che abbiano arrecato lustro all'Artiglieria italiana;

- “Benemeriti”: coloro che abbiano contribuito in modo particolare allo sviluppo dell'A.N.Art.I. e delle sue iniziative.

## Storia
L'Associazione Nazionale Artiglieri d'Italia nasce, il 4 dicembre 1910, ad opera di un gruppo di famiglie milanesi, con il nome di Associazione Santa Barbara e con lo scopo mutualistico di assistere gli artiglieri feriti in servizio e le vedove e gli orfani degli artiglieri caduti in servizio.

Nel 1923 l'associazione muta denominazione in ANArtI, Associazione Nazionale Artiglieri d'Italia.

Nel 1953 l'Associazione viene riconosciuta dal Presidente della Repubblica ed eretta in ente morale.